# 汉斯·埃勒
汉斯·埃勒（德語：Hans Eller，1910年8月14日—1943年4月4日），德国前男子赛艇运动员。他曾代表德国参加1932年夏季奥林匹克运动会赛艇比赛，获得男子四人单桨有舵手金牌。